# En ung kvinnas sista ord
En ung kvinnas sista ord (originaltitel: Regines bok - en ung jentes siste ord) är bok utgiven år 2010. Boken har översatts till flera språk och utgör en biografi över den norska bloggerskan Regine Stokkes sista tid i livet. Boken skildrar en helt vanlig tonåring, med helt vanliga intressen, som vill leva ett helt normalt liv - men som hålls tillbaka av sin sjukdom. Boken har bidragit till att sprida information om leukemi och blodtransfusioner.

## Bakgrund
Under hösten 2008 fick Regine Stokke veta att hon lev av svårbehandlad leukemi och bestämde sig då för att starta en blogg där hon bland annat berättade om sitt liv och sin sjukdom. Bloggen, som hon kallade "Face your fear", blev Norges mest lästa blogg - tusentals människor följde hennes kamp. I ett av de sista blogginläggen önskar Stokke att hennes blogg ska ges ut i bokform, en önskan som gick i uppfyllelse efter hennes död. Boken består av blogginlägg, läsarkommentarer i urval och utdrag ur familjemedlemmars och vänners dagböcker.